# دادزوورث (فیلم)
دادزوورث (انگلیسی: Dodsworth) فیلمی در ژانر درام رمانتیک (فیلم) بر پایه داستان کوتاهی به همین نام نوشته سیدنی هاوارد به کارگردانی ویلیام وایلر  با بازی والتر هیوستون ، روت چترتن ، پل لوکاس  و مری آستور محصول سال 1936 ایالات متحده آمریکا است .
این فیلم در نهمین دوره جوایز اسکار نامزد هفت جایزه شد که در نهایت برنده جایزه اسکار بهترین طراحی صحنه توسط ریچارد دی شد .
در سال 1990 کتابخانه کنگره آمریکا این فیلم را به دلیل اهمیت فرهنگی ، تاریخی و زیباشناسی در فهرست ملی ثبت فیلم به ثبت رسانید. 

## خلاصه داستان
یک سازنده اتومبیل بازنشسته می پذیرد به تعطیلاتی در شهر های مختلف اروپایی برود ...

## بازیگران
- والتر هیوستون
- روت چترتن
- پل لوکاس
- مری آستور
- دیوید نیون
- ماریا اوسپنسکایا
- جان پاین
- اسپرینگ باینگتون